# Geconjugeerd systeem

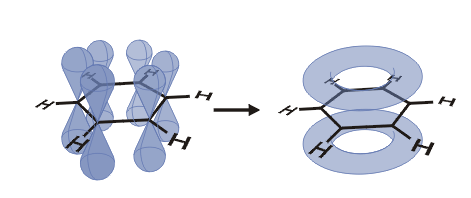
p-orbitalen van benzeen.

Een geconjugeerd systeem is een systeem van atomen in een organische verbinding met afwisselend enkele bindingen en dubbele bindingen. De π-elektronen van geconjugeerde dubbele bindingen zijn gedelokaliseerd. Ze behoren niet meer tot één binding, maar worden gedeeld over alle naburige bindingen in het geconjugeerde systeem. De reden is dat een geschikte orbitaaloverlap kan ontstaan tussen de p-orbitalen. Een eigenschap van geconjugeerde systemen is dat zij vaak op een gerichte manier met elektromagnetische straling kunnen interageren. Veel geconjugeerde verbindingen bezitten dan ook een specifieke kleur.
In de kwantummechanica wordt een completere beschrijving van het gedrag van elektronen gegeven. De benadering van Hückel is een methode waarbij een molecuulorbitaal-diagram kan worden opgesteld van geconjugeerde systemen en waaruit eveneens de bindingsorde van de bindingen in het systeem kan worden berekend. Hieruit blijkt inderdaad dat de schijnbaar enkelvoudige bindingen eveneens een dubbelbindingskarakter bezitten.

## Voorbeelden
Een bekend voorbeeld is de benzeenring in bijvoorbeeld benzeen of fenol, waarbij de geconjugeerde dubbele bindingen een ring vormen. Omdat de eigenschappen van de binding niet meer beschreven kunnen worden op de manier van enkele en dubbele bindingen, worden de π-elektronen in benzeen vaak niet als tweede binding getekend tussen drie paren koolstofatomen, maar als een cirkel die in één keer alle koolstofatomen bestrijkt. Alle aromatische verbindingen bezitten per definitie een geconjugeerd systeem.
Ook (complexen van) biomoleculen met geconjugeerde systemen komen voor, waaronder bètacaroteen, ftalocyanines, bladgroen, porfyrinen en fagopyrine.

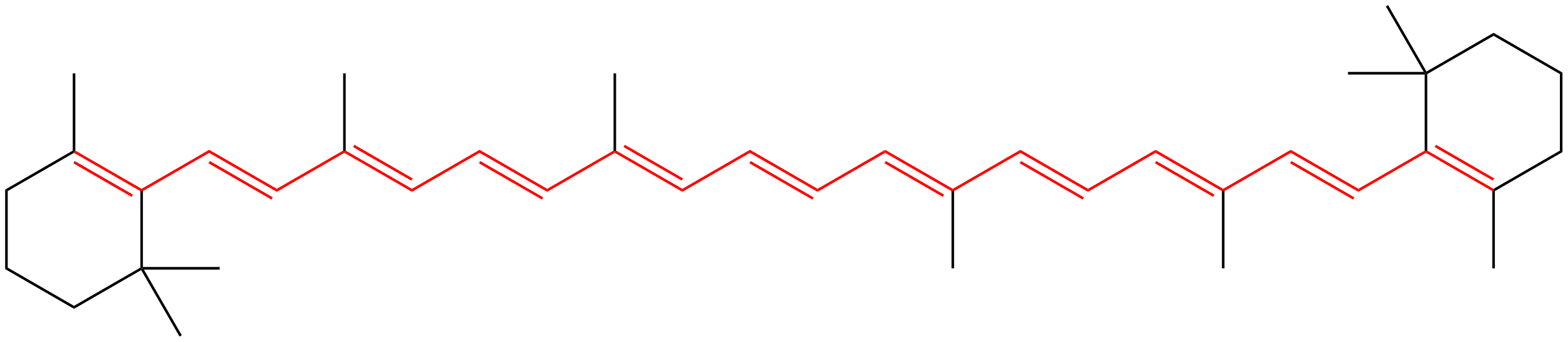
Structuurformule van bètacaroteen met de 11 geconjugeerde dubbele bindingen in het rood aangeduid.